# Lepanthes exilis
Lepanthes exilis är en orkidéart som beskrevs av Charles Schweinfurth. Lepanthes exilis ingår i släktet Lepanthes och familjen orkidéer. Inga underarter finns listade i Catalogue of Life.